# سلسلة جبال نيوت
سلسة جبال نيوت هي سلسه تمتد على مساحة 3600 كیلومتر مربع (ج. 1390 میل مربع) في المنطقة. وهي سلسلة فرعية من نطاقات المحيط الهادئ من جبال الساحل في كولومبيا البريطانية، على الرغم من أنها تعتبر في بعض التصنيفات جزءا من نطاقات تشيلكوتين (التي تعتبر في بعض التصنيفات نفسها جزءا من نطاقات المحيط الهادئ). تقع سلسة جبال النيت في زاوية نهر هوماثكو في الغرب الرئيسي من موسلي اليونانية وهي معزولة شبيهة بالجزيرة، بسبب الأنهار في نطاقاتها المجاورة، حيث يكون مصدر كلا التيارين على هضبة تشيلكوتين خلف النطاق. جبل رازورباك هو أعلى قمته.
الشمال الغربي في موسلي كريك هو سلسلة بانثيون في الغرب هو سلسلة وادينجتون وجنوب ذلك هو سلسلة وايتمانتل. الشمال الغربي الأبعد هو وراء النهر الذي يحمل نفس الاسم. إلى الجنوب الشرقي عبر جراند كانيون العظيم في هوماثكو هو هوماثكو ايسوفلد، الذي يقع شرق منطقة جبل الملكة بيس هو متنزه طويلوس الإقليمي.

## التاريخ
أسفل التقاء «موسلي كريك» ونهر «هوماثكو» مباشرة عند القدم الجنوبية لسلسلة جبال نيوت، أدى البلطجة مجموعة من محاربي تسيلهوت في الأمم الأولى الذين تم توظيفهم للمساعدة في بناء مؤسسة تعرف باسم طريق وادينجتون إلى مذبحة عمال شركة الطرق وفتح أعمال القتال بين فصيل من شعب تشيلكتين والحكومة الاستعمارية في كولومبيا البريطانية.
كانت هذه الجولة الافتتاحية لحرب تشيلكوتين عام 1864.إن موقع بلدة وادينجتون الذي تم مسحه على الأرض على خرائط اليوم هو من بقايا تلك الأوقات. تم مسح موقع المدينة كجزء من التزامات بناء طرق الفريد وادينجتون في الحصول على الترخيص في بناء الطريق، وكذلك الربح من بيع الكثير (تم بيع بعض القطع، لكن الموقع العام للمدينة لم يأت بأي شيء).
تم التفكير فيما بعد في طريق عقد الطريق الفاشل للخط الرئيسي المؤدي لسكة حديد المحيط الهادي الكندية، وذلك للاتصال بجزيرة فانكوفر عبر سيمور ناروز للاتصال بفيكتوريا، ولكن بورار إنليت تم اختياره لمدينة ميناء محطة السكة الحديد بدلا من ذلك، مما أدى إلى إنشاء مدينة فانكوفر.
تراجع الاهتمام بطرق منذ أن تم ترأيتها ولكن خطط تطوير هوماثكو وأنهارها المجاورة للطاقة الكهرومائية تم بحثها طوال القرن العشرين من قبل شركة بي سي هيدرو، وهي الشركة الاحتكارية للطاقة المملوكة للتاج في المقاطعة. إن هوماثكو في حد ذاته يتمتع بإمكانيات كهرومائية هائلة، ولكن البناء الكامل كما كان أول ما تم تصوره من شأنه أن يحول بحيرات تاسيكو وبحيرة تشيلكو إلى نظام هوماثكو عبر بحيرة تاتلايوكو. بخلاف تلك الديوانيات التي تستنفد نهر تشيلكتين ومساهمته في فريزر، فإن سلسلة من السدود على هوماثكو وروافده كانت لتولد بعضاً من أكثر مشاريع الطاقة قدرة في كولومبيا البريطانية باستخدام القوة الإضافية للمياه من روافد شيلكتين.
إنشاء منتزه تسيل مماثل لمنتزه طويلوس الإقليمي (يمثل "؟" محطة توقف عالمية) وأوقف مشروع مقاطعة بيج كريك الخطة الكبرى، حيث تتم حماية بحيرات شيلكو وتاسيكو ولا يمكن تحويلها (أيضًا لأسباب تتعلق بصيد سمك السلمون. لكن الطاقة الكهرومائية لشركة هوماثكو كانيون لا تزال موجودة في الكتب وسيتم تطويرها كمشروع تشغيل من قبل شركة قوة بلوتونية، التابعة لشركة جنرال إلكتريك.

## روابط خارجية
- دخول نطاق نيوت في موسوعة الجبال الكندية